# 조나탕 아파레시두 다 시우바
조나탕 아파레시두 다 시우바(포르투갈어: Johnathan Aparecido da Silva, 1990년 3월 29일 ~ )은 조나탄으로 불리는 브라질의 축구 선수로, 포지션은 스트라이커이다.

## 클럽 경력
2010-11 시즌 프랑스의 아비뇽에서 임대 신분으로 활약한 바 있다.
2014년 K리그 챌린지 대구 FC에 입단했다. 2014년 4월 19일에 열린 강원 FC와의 경기에서 k리그 데뷔골을 기록했다. 2014 시즌 29경기에 출전하여 14골을 기록하는 준수한 활약을 펼쳐 시즌 종료 후 팀과 재계약을 체결하였다.
2015 시즌 종료 후 스포르트 헤시피로 이적하며 고국으로 복귀하였으나 2016년 7월 수원 삼성 블루윙즈로 임대(완전 이적조항)되었다.
2017년 6월 14일 원소속팀 이타우수로부터 수원 삼성 블루윙즈로 3년 계약으로 완전 이적하였다. 완전 이적 후 2017년 7월 12인 인천 유나이티드와의 경기에서 골을 넣으면서 조나탄은 수원 삼성 구단 역사상 최단기간 30골 기록을 새로 작성했다. 이는 수원 삼성에서 30골 이상 터트린 12명 중 최단기간 기록으로, 이전까지 샤샤와 산드로가 보유하던 1년2개월의 기록을 2개월 단축한 것이다. 이후 조나탄은 4경기 연속 멀티골을 기록하는 등 총 9골을 쏘아 올리며 수원 삼성의 K리그 2위와 5연승을 견인하였다. 2017 시즌 후, 26경기 22골로 K리그 클래식 2017 득점왕을 차지한 데 이어 K리그 베스트 11 공격수 부문에 선정되었다. 한편 조나탄은 동작이 레알 마드리드, 포르투갈의 크리스티아누 호날두를 닮았다고 해서 수원 호날두로 불리기도 했다.
2018시즌을 앞두고 조나탄은 전 대한민국 축구 국가대표팀 감독이었던 울리 슈틸리케 감독의 러브콜을 받아 약 64억원의 이적료로 중국의 톈진 테다로 이적하였다.

## 수상 내역

### 클럽
수원 삼성 블루윙즈
- FA컵 : 우승 1회 (2016)

### 개인
- K리그 챌린지 최우수선수상 MVP (1) : 2015
- K리그 챌린지 득점상 (1) : 2015
- K리그 챌린지 베스트 11 (1) : 2015
- K리그 클래식 베스트 11 (1) : 2017
- K리그 클래식 득점상 (1) : 2017
- 아디다스 팬타스틱 플레이어 (1) : 2017